# Coca-Cola Music
Coca-Cola Music è il primo EP del gruppo musicale argentino TeenAngels, pubblicato nel 2008, che pubblicizza la marca Coca-Cola.

## Tracce
1. Hoy quiero (latino)
2. Hoy quiero (pop)
3. Hoy quiero (rock)
4. Cada vez que sale el sol
5. Navidad

## Formazione
Gruppo
- Peter Lanzani – voce
- Lali Espósito – voce
- China Suárez – voce
- Gastón Dalmau – voce
- Nicolás Riera – voce